# Rostock
Rostock és una ciutat del nord d'Alemanya. El barri de Warnemünde, 12 quilòmetres més al nord, ja es troba directament a la costa de la mar Bàltica. La ciutat fou fundada el 1218 i va formar part de la Lliga Hanseàtica de Ciutats, juntament amb altres ciutats com ara Hamburg o Bremen.

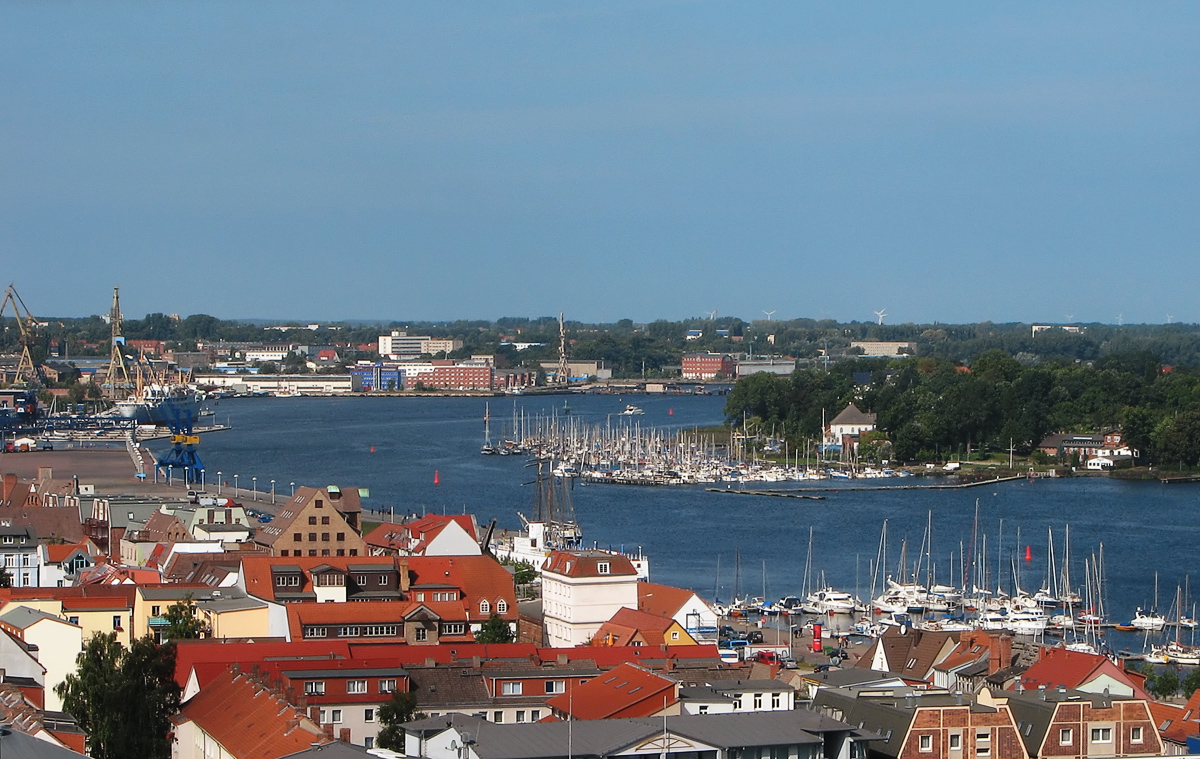
Rostock

Rostock segueix 20 quilòmetres la riba del riu Warnow fins a la seva desembocadura a la costa del mar Bàltic (al barri de Warnemünde), però gran part de la ciutat està situada a la part occidental del riu. A la part oriental s'hi troben mostres d'una indústria creixent.
Rostock és avui en dia, amb gairebé 200.000 habitants, la ciutat més gran de l'estat federal de Mecklemburg-Pomerània Occidental (Mecklenburg-Vorpommern), i té el segon port més gran de la costa del mar Bàltic, darrere del de Lübeck. Des del punt de vista cultural i econòmic, es considera la ciutat més important de l'estat. La Universitat de Rostock, fundada el 1419, és considerada la més antiga de l'Europa del Nord.
En l'economia de la ciutat, a més de la construcció de vaixells i el transport marítim, dominen el turisme i el sector dels serveis, amb la Universitat de Rostock com l'empresa que hi proporciona més llocs de treball.

## Fills predilectes
- Joachim Gauck, (nascut 1940), 11è President Federal de la República Federal d'Alemanya, pastor de l'Església evangèlica alemanya, polític sense partit i assagista.
- Albrecht Kossel (1853-1927) metge i bioquímic, Premi Nobel de Medicina o Fisiologia de l'any 1910.

## Escut
Rostock ha tingut al llarg de la seva història tres escuts i banderes oficials diferents. L'escut actual prové de l'any 1367 i la bandera, que copia el símbol de l'escut, de l'any 1936. A més a més, en el temps de la lliga hanseàtica de ciutats, els vaixells també duien la seva pròpia bandera, amb els colors vermell-blanc-vermell.